# Tróndur í Gøtu

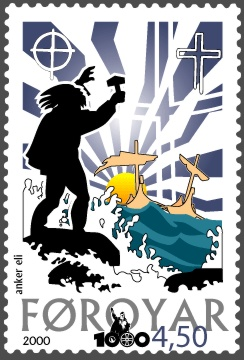
Tróndur lyfter Mjölner i protest mot kristendomen.

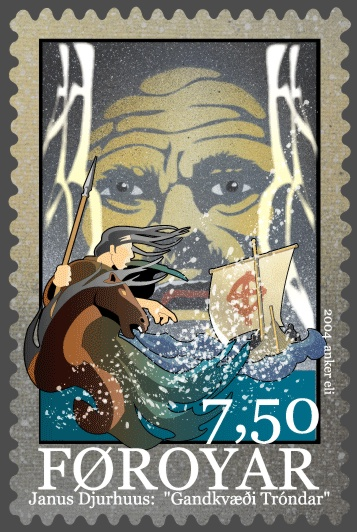
Efter Janus Djurhuus' dikt Tronds gann-kvad

Tróndur í Gøtu, också Tróndur Gøtuskegg, Gøtutróndur eller Trond på svenska (omkring år 945-1035) var en vikingahövding på Färöarna. Han är tillsammans med Sigmundur Brestisson en av de centrala personerna i Färingasagan.
Tróndur var en av de mäktigaste männen på Färöarna. Han bodde i Gøta (därav hans efternamn í Gøtu - gøtu är i detta fall dativ av gøta, vilket betyder gata på färöiska). Han var son till Torbjørn Gøtuskegg (dog år 970) och hans hustru Guðrun, som var syster till Svínoyar-Bjarni.
I Färingasagan beskrivs han som:
Trond var en lång man med rött hår och rött skägg, fräknig och barsk till utseendet, med skumma tankar, slug och lömsk i alla sina planer, ovänlig och elak emot vanliga människor, men fjäskande emot alla och var en som stod över honom, men alltid med ett svekfullt hjärta.
Han spelar också i sagan den onda rollen, medan Sigmundur den goda. Detta förklaras genom att sagan skrevs av munkar på Island, och deras hjälte var självklart Sigmundur, som kristnade Färöarna år 999, och inte hans motståndare, den hedniske Tróndur. Men idag säger man vanligtvis, att Tróndur dock var en tidig färöisk patriot, som kämpade för öarnas självständighet medan Sigmundur såg till att de kom under den norska kronan. 
Efter detta spännande liv dog han omkring 1035 som en gammal man, som aldrig var gift och hade därför inga egna barn, full av sorg, efter att hans syskonbarn blivit dödade i en kamp. Med Tronds död slutade samtidigt vikingatiden på Färöarna. 
I huvudstaden Tórshavn är en gata namngiven efter Tróndur í Gøtu: Tróndargøta (Trondsgatan) i centrum, men eftersom alla samhällen på Färöarna fick gatunamn år 2005, finns det nu också en Tróndargøta i Gøta.